# Toxorhina (Toxorhina) stenomera
Toxorhina (Toxorhina) stenomera is een tweevleugelige uit de familie steltmuggen (Limoniidae). De soort komt voor in het Afrotropisch gebied.